# Amélie Decelle
Amélie Decelle, née le 26 juillet 1980 à Vernon, est une joueuse de badminton française.
Elle est sacrée championne de France en doubles dames en 2000, 2001 et 2002 avec Élodie Eymard.